# Nanamonodes trilineata
Nanamonodes trilineata är en fjärilsart som beskrevs av William Schaus 1914. Nanamonodes trilineata ingår i släktet Nanamonodes och familjen nattflyn. Inga underarter finns listade i Catalogue of Life.